# Tucan cu cioc negru
Tucanul cu cioc negru (Ramphastos vitellinus) este o specie de pasăre piciformă din familia tucanilor, Ramphastidae. Se găsește în păduri și zone împădurite. Preferă regiunile umede, dar se extinde local în regiunile mai uscate (în special de-a lungul râurilor).

## Taxonomie și sistematică
Sunt recunoscute trei subspecii:
- Ramphastos vitellinus culminatus (Gould, 1833)
- Ramphastos vitellinus vitellinus (Lichtenstein, 1823)
- Ramphastos vitellinus ariel (Vigors, 1826)

Aceste subspecii au fost considerate anterior specii separate, dar toate trei, împreună cu tucanul cu piept roșu, se încrucișează liber oriunde se întâlnesc. Cu toate acestea, subspecia Ramphastos vitellinus ariel este mai apropiată de Ramphastos vitellinus culminatus decât de cea nominalizată și este considerată deja de unii aproape de statutul de specie distinctă. Deoarece R. v. ariel a fost descris înainte de R. v. culminatus, dacă ar fi separate, acestea ar deveni Ramphastos ariel ariel și R. a. culminatus. Există, de asemenea, o populație izolată în estul Braziliei. Arată foarte asemănător cu R. v. ariel și a fost considerat în mod tradițional ca făcând parte din acesta, dar analiza moleculară sugerează că a fost izolat pentru o lungă perioadă de timp și că este o subspecie separată încă nedescrisă sau poate chiar o specie (Weckstein, 2005).

## Caracteristici
La fel ca la alți tucani, ciocul este imens și foarte bine marcat. De obicei, are 48 cm lungime și un cioc de 9-14 cm. Cântărește 300-430 g.
Conservarea acestor specii este de cel mai mare interes, deoarece se numără printre cele mai deosebite elemente ale avifaunei Braziliei. Tucanul cu cioc negru este considerat de Clubul Observatorilor de Păsări din statul Rio de Janeiro drept pasărea simbol a statului.

## Galerie

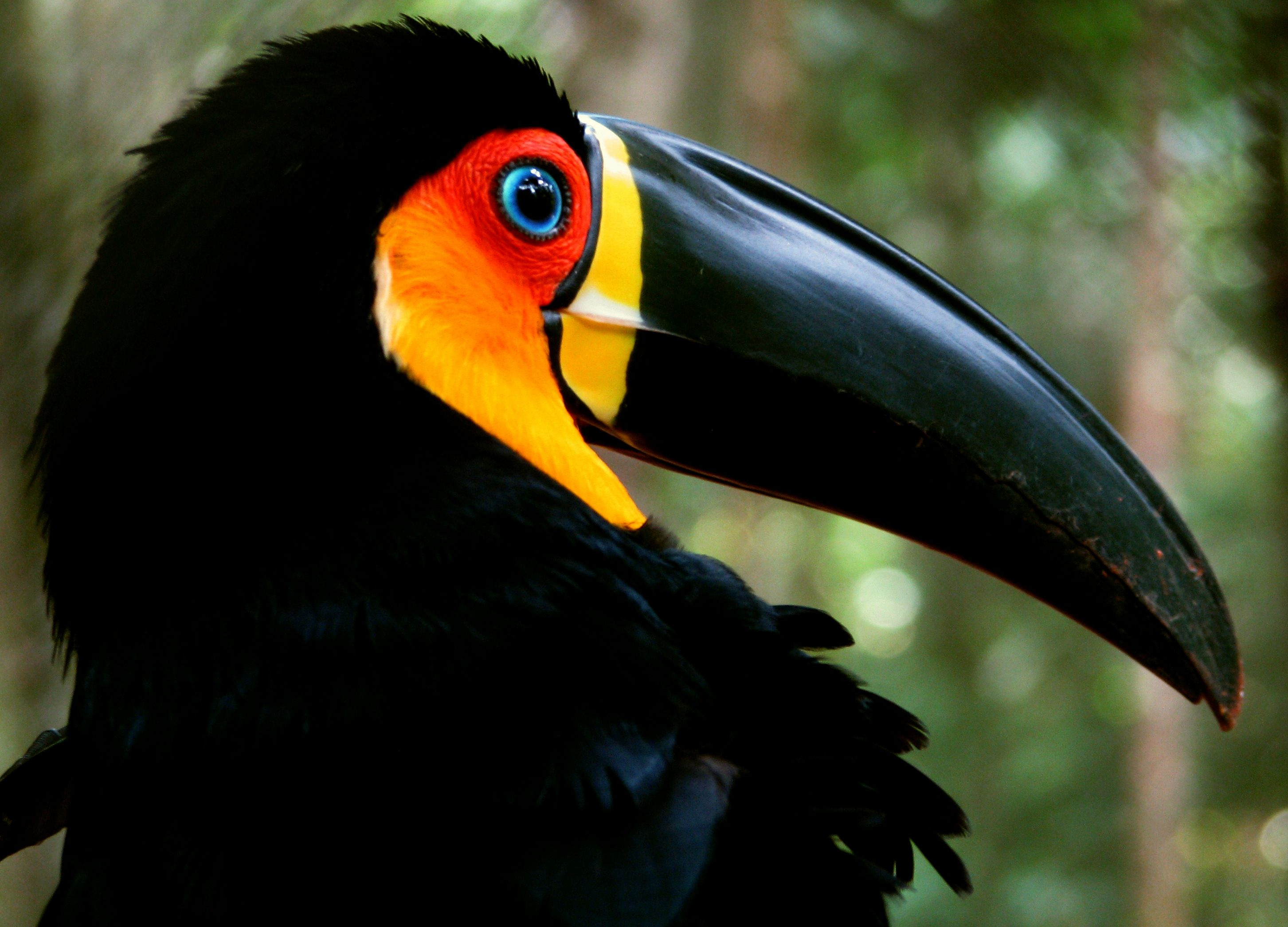
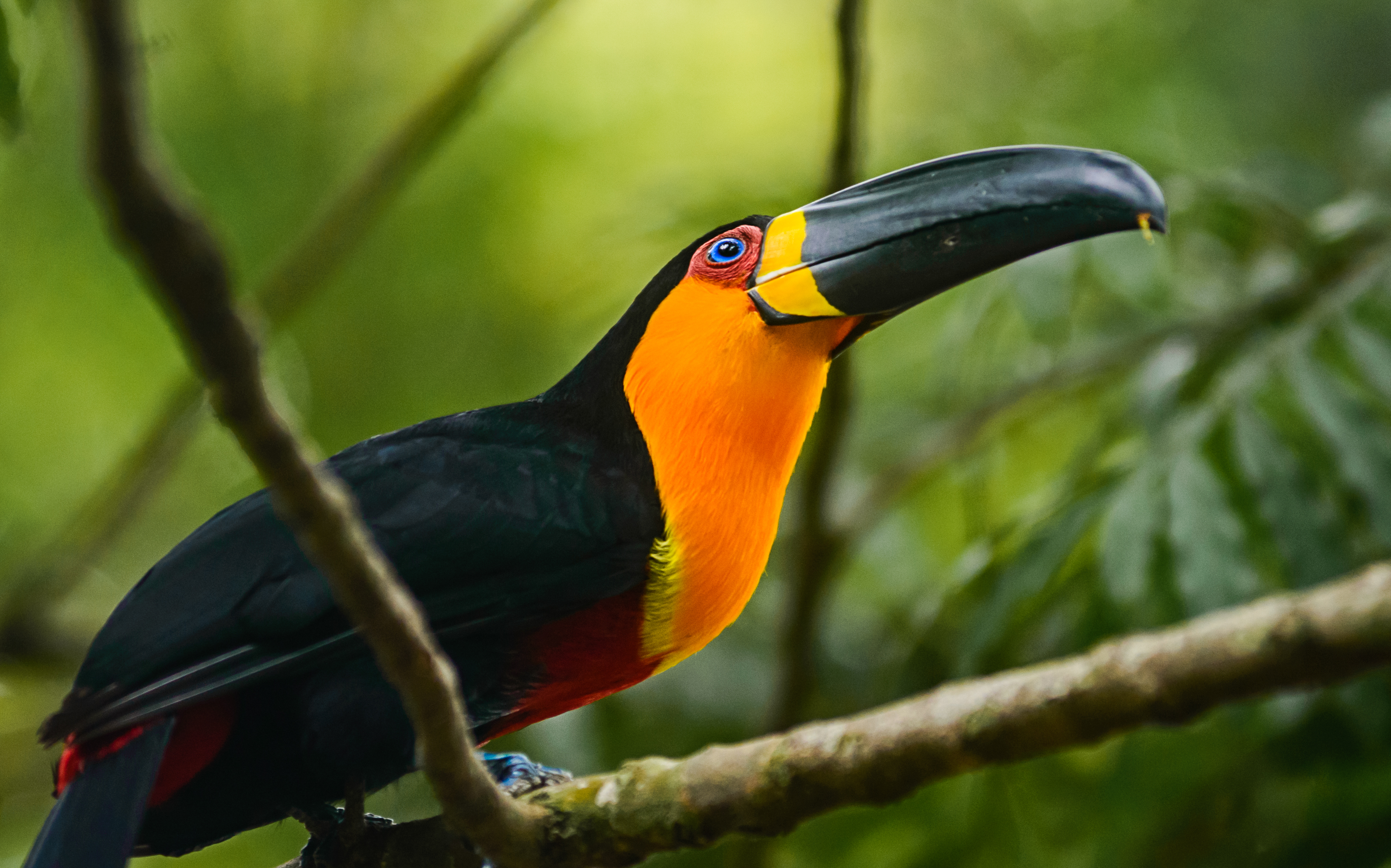
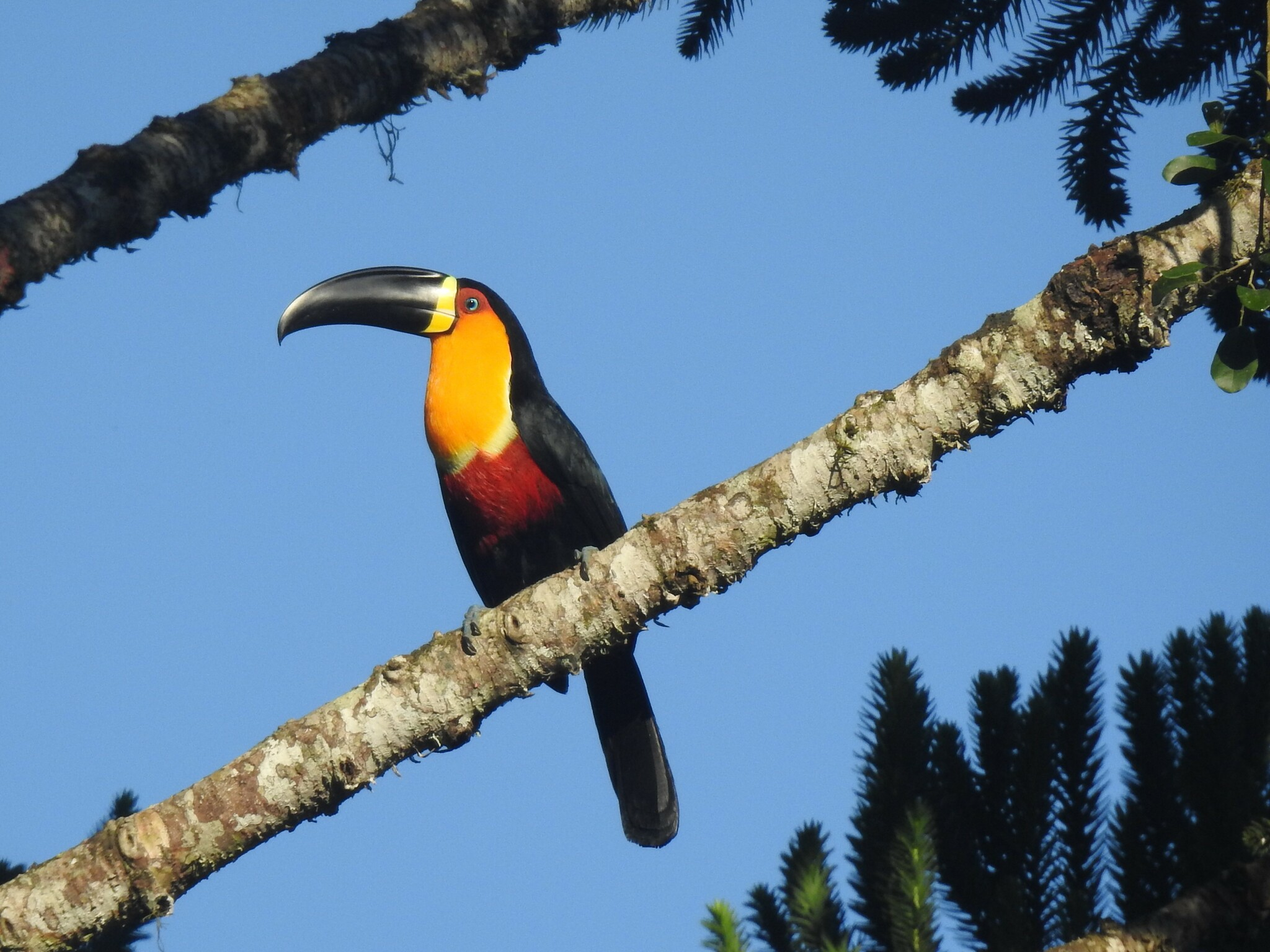